# Pseudophilippia
Pseudophilippia är ett släkte av insekter. Pseudophilippia ingår i familjen skålsköldlöss.
Kladogram enligt Catalogue of Life:
| Pseudophilippia | \| \| Pseudophilippia lanigera \| \| \| \| \| \| Pseudophilippia quaintancii \| \| \| \| |
|                 | \| \| Pseudophilippia lanigera \| \| \| \| \| \| Pseudophilippia quaintancii \| \| \| \| |
|                 | Pseudophilippia lanigera                                                                 |
|                 |                                                                                          |
|                 | Pseudophilippia quaintancii                                                              |
|                 |                                                                                          |